# 송수권
송수권(宋秀權, 1940년 3월 15일~2016년 4월 4일)은 대한민국의 시인이다. 전남 고흥에서 출생하였고, 서라벌예대 문예창작과를 졸업하였다. 75년 <문학사상>에 ‘산문에 기대어’를 발표하며 등단했다.

## 작품
- 1975년 《문학사상》
- 1980년 시집『산문에 기대어』
- 1982년《꿈꾸는 섬》
- 1984년《아도(啞陶)》
- 1985년 산문집『다시 산문에 기대어』
- 1986년《새야 새야 파랑새야》
- 1988년《우리들의 땅》
- 1989년《사랑이 커다랗게 날개를 접고》
- 1990년《남도 기행》
- 1991년《자다가도 그대 생각하면 웃는다》
- 1992년《별밤지기》
- 1998년《쪽빛 세상》
- 1999년《들꽃세상》,《초록의감옥》
- 2001년《파천무》
- 2002년《만다라의 바다》
- 2005년《언 땅에 조선매화 한 그루 심고》
- 2007년《시골길 또는 술통》